# Victor Alphonse Duvernoy
Victor Alphonse Duvernoy (París, 30 d'agost, 1842, - París, 6 de març 1907a París 8, va ser un pianista i compositor francès.

## Biografia
Nascut en una família de músics, és net de Charles Duvernoy i besnet de Frédéric Duvernoy, músics i compositors famosos de finals del segle XVIII i principis del XIX, i fill del baríton baix Charles- François Duvernoy. El seu germà Edmond Duvernoy és baríton i pianista.
Va estudiar piano i composició al Conservatori de París, on els seus professors van ser Antoine François Marmontel, François Bazin i August Barbereau. Va guanyar el primer premi de piano el 1855.
Paral·lelament a la seva carrera de virtuós, va fundar l'any 1869 una societat de música de cambra, en companyia dels violinistes Léonard i Stiehle, el violista Trombetta i el violoncel·lista Jacquard, que organitzava sessions de concert durant diverses temporades.
El 1880, el seu poema simfònic La tempesta, per a solistes, cor i orquestra, basat en La tempesta de Shakespeare, va ser coronat amb el Grand Prix de la Ville de Paris. La Cie de l'Oiseleur torna l'obra en versió concert, acompanyada de piano, el juny de 2024, sobretot amb Erminie Blondel i Enguerrand d'Hys.
El 1881 es va casar amb Marianne Viardot, una de les filles de Pauline i Louis Viardot, i esdevingué professor de piano al Conservatori de París a partir de 1886. Fou, en particular, el professor d'Alexander Winkler i Norah Drewett de Kresz.
Per la seva producció de música de cambra va ser guardonat amb el Premi Chartier de l'Acadèmia de Belles Arts tres vegades, els anys 1888, 1900 i 1906.
Va ser nomenat cavaller de la Legió d'Honor el 1891 i oficial d'educació pública a l'Ordre de les Palmes Acadèmiques el 1896.
També va ser crític musical del diari "La République française" de 1884 a 1895, així com de la Independència de Bèlgica de 1882 a 1993.
Com a compositor, li devem dues òperes, un ballet, unes quantes obres simfòniques, una acurada i original música de cambra, en particular una pintoresca Serenata amb trompeta amb el mateix conjunt instrumental que el Septet de Saint-Saëns, així com nombroses peces per a piano, i diverses melodies.
Està enterrat al cementiri de Montmartre (divisió 32).

## Obres
Òperes

- Sardanapale, òpera en 3 actes, llibret de Pierre Berton segons Lord Byron, creada el 3 de desembre de 1882 a París als Concerts Lamoureux,[22] representada al Théâtre royal de Liège el 1892[23]
- Hellé, òpera en 4 actes, llibret de Charles Nuitter i Camille du Locle, creada el 24 d'abril de 1896 a l'Òpera de París

Ballet

- Bacchus, ballet en 2 actes i 5 escenes, llibret de Georges Hartmann i Joseph Hansen basat en un poema d'Auguste Mermet, coreografia de Joseph Hansen, creat el 26 de novembre de 1902[24] a l'Òpera de París[25]

Música vocal

- La tempesta: poema simfònic en 3 parts per a solistes, cor i orquestra” (textos d'Armand Silvestre i Pierre Berton basats en La tempesta de William Shakespeare; creat el 24 de novembre de 1880 al Théâtre du Châtelet), Le Ménestrel: revista de música, 28 de novembre de 1880 ([bpt6k56169955/f4 read online] sobre Gallica, consultat a 14 d'abril de 2020).
- Cléopâtre: escena lírica per a soprano, cor i orquestra» (text de Louis Gallet, creat als Concerts Colonne el 1885), Le Ménestrel: revista de música, 5 d'abril de 1885 (llegit en línia [arxiu] sobre Gallica, consultat el 14 d'abril 2020).

Música orquestral

- Hernani, obertura (1890)
- Peces orquestrals (1876)

Música de concert

- 2 fragments simfònics per a piano i orquestra (1876)
- “Peça de concert per a piano i orquestra, op. 20” (dedicat a Auguste Barbereau), Le Ménestrel: journal de musique, 19 de març de 1876 (llegit en línia [arxiu] sobre Gallica, consultat el 14 d'abril de 2020).
- “Escena de ball per a piano i orquestra, op. 28", Le Ménestrel: revista musical, 26 d'abril de 1885 (llegit en línia [arxiu] sobre Gallica, consultat el 14 d'abril de 2020).
- «Fantasia simfònica per a piano i orquestra», Le Ménestrel: journal de musique, 20 de març de 1904 (llegit en línia [arxiu] sobre Gallica, consultat el 14 d'abril de 2020).

Música de cambra

- “Trio amb piano en mi menor, op. 22: Trio per a violí, violoncel i piano en mi menor (Alphonse Duvernoy) / Obres / Inici - Bru Zane Media Base [arxiu]”, a bruzanemediabase.com, 1868 (consultat el 14 d'abril de 2020).
- Sonata núm. 1 per a violí i piano op. 23 (1885)
- Serenata per a trompeta, 2 violins, viola, violoncel, contrabaix i piano, op. 24, per a la companyia musical La Trompette
- Dues peces per a flauta i piano, op. 41 (1898)
  - Lamento
  - Intermezzo
- Concertino per a flauta amb acompanyament de piano (o orquestra), op. 45 (1899)
- Quartet de corda en do menor, op. 46 (1899)
- Lied per a viola i piano, op. 47 (1901)
- Sonata núm. 2 en do menor per a violí i piano op. 51 (1905)

Música de piano

- Sis peces (publicada el 1868)
  - Romanç sense paraules
  - Gavotte
  - Preludi
  - Poco agitato
  - Cançó
  - Estudi
- Balada, op. 8 n°. 1 (publicat el 1872)
- Serenata, op. 8 n°.2
- Queen Mab (publicat el 1872)
- Lamentacions! (publicat el 1872)
- El missatge, Caprice (publicat el 1875)
- Cinc peces de gènere (publicades el 1876)
- Viatja on vulguis, 15 peces, op. 21 (publicat el 1879)
  - En camí!
  - Narrativa
  - Minuet
  - Oriental
  - Conversa
  - Allegrezza
  - Passejada
  - Ischl
  - Memòria
  - Moment de caprici
  - Cançó
  - Una tarda
  - Preocupa't
  - Kilia
  - Enrere
- The Storm, melodies de ballet per a piano a 4 mans (1881)
- Pensament musical, op. 25 (1885)
- Interludi, op. 26 (1885)
- Scherzetto, op. 27 (1885)
- Dues peces, op. 35
- Sota el bosc, op. 36 (1894)
- Humorística, op. 42
- L'escola del mecanisme, 100 estudis (1903)
- Sonata en la major, op.52 (1906)

Melodies

- Sis melodies per a veu i piano, op. 7
  - amor; text de Pierre de Ronsard
  - La caravana humana; text de Théophile Gautier
  - Romanç; text de Théophile Gautier
  - Els mariners; text de Théophile Gautier
  - sospirs; text de Sully Prudhomme
  - La fugida; text de Théophile Gautier
- Cançó d'amor per a veu i piano (1904); text de Louis Bouilhet
- Dolces llàgrimes per a veu i piano (1905); text de Paul Gravollet
- Cançons de pàgina per a tenor o soprano; text de Stéphane Bordèse

Honors

- Cavaller de la Legió d'Honor
- Oficial de l'Orde de les Palmes Acadèmiques